# Meteorismus
Die Begriffe Meteorismus oder Blähungen sind unscharf definierte Bezeichnungen, mit denen sowohl die subjektive Empfindung einer übermäßigen Ansammlung von Luft bzw. Gas im Verdauungstrakt als auch deren nachweisbares Vorhandensein bezeichnet werden. Dies kann mit Schmerzen verbunden sein. Zu einem wesentlichen Abgang von Darmgasen kommt es dabei nicht immer. Da die Gasansammlungen überwiegend bei (funktionellen) Störungen im Dickdarmbereich auftreten, wird auch in der medizinischen Fachliteratur oft gleichbedeutend von Flatulenz oder Blähungen als störender Gasbildung im Magen-Darm-Bereich gesprochen. Oft kommt es nebenbei auch zu akustischen Signalen im Bauch selbst wie Gluckern, Blubbern und Rumoren. Es wird empfohlen, zwischen Blähungen (subjektiv so wahrgenommenen Beschwerden) und Distension (objektivierbaren Parametern) zu differenzieren. In der Tiermedizin wird für Aufgasungen im Magen-Darm-Kanal der Begriff Tympanie verwendet.
Meteorismus stellt zunächst nur ein Symptom dar, das viele Ursachen haben kann. Deswegen ist er im ICD-10 auch nicht im Kapitel XI Krankheiten des Verdauungssystems aufgeführt, sondern im Kapitel XVIII Symptome.... Historisch betrachtet wurde dem Phänomen der Blähung große Bedeutung beigemessen. Im ICD-11 stellt der Meteorismus nur noch eine Randnotiz in der Traditionellen Medizin dar (Kapitel 26, Code SA03). Patienten, bei denen Blähungen und Bauchschmerzen länger als drei Monate bestehen, die sich deshalb Sorgen machen und ärztliche Hilfe in Anspruch nehmen, kommen für die Diagnose des Reizdarmsyndroms in Frage.

## Ursachen
Das Vorhandensein von Gasen im Verdauungstrakt ist nicht krankhaft, sondern der Normalzustand. Sie geraten dorthin durch Verschlucken von Luft beim Kauen, durch Trinken von kohlensäurehaltigen Getränken und durch Vergärung von Nahrungsbestandteilen durch Mikroorganismen im Darm. Ein großer Teil der Darmgase wird über die Schleimhaut aufgenommen, mit dem Blut in die Lunge transportiert und dort ausgeatmet. Was übrig bleibt, entlässt der Darm über seine Austrittsöffnung, den Anus. Das sind bis zu 2 Liter Gase pro Tag, das meiste davon ist Stickstoff, daneben kleinere Anteile von Sauerstoff, Kohlendioxid, Wasserstoff und Methan. Von den meisten Menschen werden Darmgase nicht als Problem angesehen. Es gibt jedoch Personen, die mit einer besonderen Schmerzempfindung auf Darmgase reagieren. Ferner spielen psychische (Angst vor Erkrankungen) und soziale (Unmöglichkeit, Darmgase in Gesellschaft entweichen zu lassen) Faktoren eine Rolle. Bis zu 30 % der Erwachsenenbevölkerung klagen über Blähungen.
Meteorismus hat selbst keinen Krankheitswert, kann jedoch Symptom einer ernsten Erkrankung sein. So wird er bei allen Hindernissen der normalen Darmtätigkeit gefunden, wie das bei den verschiedenen Formen des Darmverschlusses der Fall ist. Aber auch bei Stoffwechselstörungen, hormonellen Fehlsteuerungen und Querschnittslähmung ist er eine Begleiterscheinung. Ferner plagt er häufig die Patienten nach chirurgischen Eingriffen im Bauchraum. Beim Reizdarmsyndrom ist der Meteorismus das Leitsymptom. Bei Kindern mit häufigen Bauchbeschwerden, bei denen eine organische Ursache ausgeschlossen wurde, finden sich oft psychiatrische oder psychosoziale Störungen wie Angststörungen oder häufige Fehlzeiten in der Schule. Von schreienden und unruhigen Säuglingen wird oft angenommen, dass sie unter Blähungen leiden. Der Begriff Dreimonatskolik soll dieses Phänomen beschreiben. Die Definition des Meteorismus als subjektive Empfindung setzt voraus, dass diese Empfindung geäußert werden kann. Dies ist bei Säuglingen nicht gegeben.

## Therapie
Wird die Menge der Darmgase zum Problem, kann man versuchen, den Ursachen entgegenzuwirken. Auch ohne den Einsatz von Medikamenten lässt sich durch Änderung des Verhaltens und der Ernährung meist eine Verbesserung erzielen.
Langsames Essen in entspannter Atmosphäre in Verbindung mit gründlichem Kauen vermindert die Menge geschluckter Luft. Beim Kaffeetrinken, Rauchen, Kaugummikauen und Genuss kohlensäurehaltiger Getränke lohnt sich ein Auslassversuch. 
Gewichtsreduktion und körperliche Aktivität wirken sich vorteilhaft aus.
Die Art der aufgenommenen Nahrungsmittel beeinflusst die Menge der durch Vergärung im Darm entstehenden Gasmenge teilweise erheblich.
- Starke Gasbildner sind: Hülsenfrüchte, die meisten Kohlsorten, Zwiebelgemüse der Gattung Lauch, Trockenobst, Produkte aus Vollkorngetreide
- Mäßige Gasbildner sind: Kartoffeln, Auberginen, Zitrusfrüchte, Äpfel, Feinmehlprodukte
- Geringe Gasbildner sind: Produkte aus Reis und Mais, Nüsse, Brokkoli, Chinakohl, Melonen, Fleisch, Fisch, Eier[1]

Eine Diät unter Vermeidung vergärbarer Zucker und Alkohole kann erfolgreich sein.
Bei der medikamentösen Therapie hat sich Pfefferminzöl als wirksam erwiesen.
Bei der Behandlung der Säuglingskolik haben sich Wärmeanwendungen und Bauchmassage bewährt. Oft hilft alleine schon die Zuwendung. Für die Anwendung von Medikamenten bei der Säuglingskolik gibt es keine rationale Grundlage.